# La Porta
La Porta är en kommun i departementet Haute-Corse på ön Korsika i Frankrike. Kommunen ligger i kantonen Fiumalto-d'Ampugnani som tillhör arrondissementet Corte. År 2022 hade La Porta 191 invånare.

## Befolkningsutveckling
Antalet invånare i kommunen La Porta
Referens:INSEE